# Xenia Stad-de Jong
Xenia Stad-de Jong, född 4 mars 1922 i Semarang i Indonesien, död 3 april 2012 i Zoetermeer, var en nederländsk friidrottare.
Hon blev olympisk mästare på 4 x 100 meter vid olympiska sommarspelen 1948 i London.